# USS Hugh W. Hadley (DD-774)
USS Hugh W. Hadley (DD-774) là một tàu khu trục lớp Allen M. Sumner được Hải quân Hoa Kỳ chế tạo trong Chiến tranh Thế giới thứ hai. Nó là chiếc tàu chiến duy nhất của Hải quân Mỹ được đặt theo tên Trung tá Hải quân Hugh William Hadley (1901-1942), Tư lệnh Đội khu trục Vận chuyển 12, tử trận trong trận Hải chiến Guadalcanal và được truy tặng Huân chương Ngôi sao bạc. Nó đã hoạt động vào giai đoạn cuối Thế Chiến II, vẫn sống sót sau khi bị bốn máy bay cảm tử Kamikaze đâm trúng ngoài khơi Okinawa và quay trở về Hoa Kỳ, nhưng bị hư hại quá mức có thể sửa chữa hiệu quả, nên được cho xuất biên chế sau khi chiến tranh kết thúc, và bị bán để tháo dỡ năm 1947. Hugh W. Hadley được tặng thưởng danh hiệu Đơn vị Tuyên dương Tổng thống cùng một Ngôi sao Chiến trận do thành tích phục vụ trong Thế Chiến II.

## Thiết kế và chế tạo
Hugh W. Hadley được đặt lườn tại xưởng tàu của hãng Bethlehem Steel Co. ở San Pedro, California vào ngày 6 tháng 2 năm 1944. Nó được hạ thủy vào ngày 16 tháng 7 năm 1944; được đỡ đầu bởi bà Hugh W. Hadley, vợ góa Trung tá Hadley, và nhập biên chế vào ngày 25 tháng 11 năm 1944 dưới quyền chỉ huy của Trung tá Hải quân L. C. Chamberlin.

## Lịch sử hoạt động
Hoàn tất việc chạy thử máy huấn luyện dọc theo bờ biển California, Hugh W. Hadley cùng tàu sân bay hộ tống HMS Ranee (D03) của Hải quân Anh lên đường đi Trân Châu Cảng vào ngày 21 tháng 2 năm 1945. Sau khi đến nơi vào ngày 27 tháng 2, chiếc tàu khu trục lại khởi hành đi Ulithi tám ngày sau đó nhằm chuẩn bị cho cuộc đổ bộ tiếp theo lên Okinawa. Nó lên đường vào ngày 25 tháng 3 cùng một đội bao gồm nhiều tàu đổ bộ LST và tàu hộ tống, đi đến ngoài khơi Okinawa vào ngày 31 tháng 3.
Trong đêm đó, Hugh W. Hadley dẫn đầu đội tàu LST hướng đến bãi đổ bộ, bắn rơi một máy bay đối phương tấn công trên đường đi, hộ tống đoàn tàu đi đến mục tiêu an toàn và giám sát việc đổ bộ binh lính và thiết bị vào sáng sớm ngày D 1 tháng 4. Sau đó nó đảm trách tuần tra chống tàu ngầm bên ngoài khu vực vận chuyển, và đảm nhiệm thêm vai trò phòng không khi trận chiến trên bộ tiếp diễn, cho đến ngày 4 tháng 4, khi nó hộ tống các tàu vận tải rỗng quay trở lại Saipan, đến nơi vào ngày 14 tháng 4. Tuy nhiên, chiếc tàu khu trục nhanh chóng phải rời Saipan để quay trở lại Okinawa, đến nơi vào ngày 27 tháng 4, tiếp tục vai trò tuần tra chống tàu ngầm và phòng không. Nó đã đánh trả nhiều đợt không kích, cứu vớt một phi công bị bắn rơi, và đã cặp bên mạn tàu khu trục Brown (DD-546) vào ngày 1 tháng 5 để chuyển giao thiết bị liên lạc trước khi đảm nhiệm thêm vai trò dẫn đường cho máy bay tiêm kích làm nhiệm vụ tuần tra chiến đấu trên không (CAP) bảo vệ cho olực lượng đặc nhiệm.
Do thiếu hụt tàu khu trục làm nhiệm vụ cột mốc radar canh phòng, Hugh W. Hadley được điều sang vai trò này vào ngày 10 tháng 5, khi nó tham gia cùng tàu khu trục Evans (DD-552) và bốn tàu nhỏ khác tại một trạm canh phòng cách Okinawa 15 mi (24 km) về phía Tây. Ngay sáng sớm ngày hôm sau, nó đã bắt đầu dẫn đường cho máy bay tiêm kích làm nhiệm vụ CAP ngăn chặn các đợt không kích của đối phương. Trong gần hai giờ vào sáng ngày 11 tháng 5, Hugh W. Hadley và Evans bị tấn công ác liệt và liên tục bởi khoảng 150 máy bay Kamikaze, phải cơ động ở tốc độ cao để né tránh, bắn rơi nhiều máy bay đối phương và dẫn đường cho không quân đánh chặn.
Sau khi Evans bị đánh trúng nhiều cú và chết đứng giữa biển lúc 09 giờ 00, Hugh W. Hadley phải đơn độc chống trả các cuộc tấn công. Lúc 09 giờ 20 phút, nó bị 10 máy bay đối phương tấn công đồng thời ở phía trước mũi và phía đuôi tàu. Nó bắn rơi cả 10 kẻ tấn công, nhưng phải chịu đựng thiệt hại do những cú đánh trúng. Một quả bom đánh trúng đuôi tàu, một quả bom bay có người lái tự sát Yokosuka MXY-7 Ohka và hai máy bay Kamikaze đã đâm trúng lườn tàu, trong khi các pháo thủ trên tàu hết đạn. Cuối cùng khi tất cả các đợt tấn công đã kết thúc, mọi người được lệnh rời tàu lên các xuồng cứu sinh, ngoại trừ một nhóm nòng cốt 50 người ở lại để dập lửa và kiểm soát hư hỏng. Cho dù buồng động cơ ngập nước và bị thủng nhiều lổ, đội kiểm soát hư hỏng vẫn giữ cho con tàu nổi được, và sau đó được kéo về Ie Shima.
Cuộc tấn công đã cướp đi sinh mạng của 30 thành viên thủy thủ đoàn. Trong trận này, Hugh W. Hadley đã bắn rơi khoảng 23 máy bay đối phương và trợ giúp vào việc tiêu diệt nhiều chiếc khác. Sau khi được sửa chữa tạm thời, con tàu được kéo đến Kerama Retto vào ngày 14 tháng 5, nơi lườn tàu được sửa chữa bởi nhân sự từ chiếc tàu sửa chữa Zaniah (AG-70). Nó tiếp tục được kéo đến vịnh Buckner, Okinawa, đi vào một ụ nổi do chiếc tàu kéo Avoyel (ATF-150) kéo đi vào ngày 15 tháng 7; và sau 20 ngày sửa chữa, và sau cùng nó được chiếc tàu kéo hải quân ATA 199 kéo quay trở về Hoa Kỳ ngang qua Trân Châu Cảng.
Chịu đựng thời tiết xấu trên đường đi, cuối cùng Hugh W. Hadley cũng về đến Xưởng hải quân Hunters Point, California vào ngày 26 tháng 9. Con tàu được xem là hư hại quá mức có thể sửa chữa hiệu quả, nên được cho xuất biên chế vào ngày 15 tháng 12, 1945. Nó được bán cho hãng Walter W. Johnson Co. tại San Francisco vào ngày 2 tháng 9, 1947 để tháo dỡ.

## Phần thưởng
Hugh W. Hadley được tặng thưởng danh hiệu Đơn vị Tuyên dương Tổng thống cùng một Ngôi sao Chiến trận do thành tích phục vụ trong Thế Chiến II.